# Gran Premio de Gran Bretaña de Motociclismo de 1986
El Gran Premio de Gran Bretaña de Motociclismo de 1986 fue la novena prueba de la temporada 1986 del Campeonato Mundial de Motociclismo. El Gran Premio se disputó el 2 y 3 de agosto de 1986 en el Circuito de Silverstone.

## Resultados 500cc
En la categoría reina, después de una primera salida anulada por las numerosas caídas, el australiano Wayne Gardner obtuvo la segunda victoria del año sobre el estadounidense Eddie Lawson. Lawson sigue encabezando la clasificación general con 16 puntos sobre Gardner y 17 sobre Randy Mamola.
| Pos.     | Piloto              | Moto   | Tiempo    | Pts. |
| -------- | ------------------- | ------ | --------- | ---- |
| 1        | Wayne Gardner       | Honda  | 51.24.03  | 15   |
| 2        | Didier de Radiguès  | Honda  | 51.33.39  | 12   |
| 3        | Eddie Lawson        | Yamaha | 51.34.66  | 10   |
| 4        | Robert McElnea      | Yamaha | 51.46.38  | 8    |
| 5        | Randy Mamola        | Yamaha | 52.11.59  | 6    |
| 6        | Raymond Roche       | Honda  | 52.30.36  | 5    |
| 7        | Niall Mackenzie     | Suzuki | 53.04.28  | 4    |
| 8        | Kenny Irons         | Suzuki | 53.05.14  | 3    |
| 9        | Ron Haslam          | ELF    | 53.08.27  | 2    |
| 10       | Wolfgang von Muralt | Suzuki | 53.13.34  | 1    |
| 11       | Roger Burnett       | Honda  | 1 Vuelta  |      |
| 12       | Boet van Dulmen     | Honda  | 1 Vuelta  |      |
| 13       | Ray Swann           | Suzuki | 1 Vuelta  |      |
| 14       | Maarten Duyzers     | Suzuki | 1 Vuelta  |      |
| 15       | Henk van der Mark   | Honda  | 2 Vueltas |      |
| 16       | Steve Williams      | Suzuki | 2 Vueltas |      |
| 17       | David Griffith      | Suzuki | 2 Vueltas |      |
| 18       | Mike Baldwin        | Yamaha | 2 Vueltas |      |
| 19       | Manfred Fischer     | Honda  | 2 Vueltas |      |
| 20       | Barry Woodland      | Suzuki | 3 Vueltas |      |
| 21       | Steve Manley        | Suzuki | 3 Vueltas |      |
| 22       | Alan Jeffery        | Suzuki | 3 Vueltas |      |
| 23       | Helmut Schütz       | Honda  | 5 Vueltas |      |
| Ret      | Gary Lingham        | Suzuki | Ret       |      |
| Ret      | Christopher Bürki   | Honda  | Ret       |      |
| Ret      | Dennis Ireland      | Suzuki | Ret       |      |
| Ret      | Christian Le Liard  | Honda  | Ret       |      |
| Ret      | Hennie Boerman      | Suzuki | Ret       |      |
| Ret      | Juan Garriga        | Cagiva | Ret       |      |
| Ret      | Simon Buckmaster    | Honda  | Ret       |      |
| Ret      | Mile Pajic          | Honda  | Ret       |      |
| Ret      | Fabio Biliotti      | Honda  | Ret       |      |
| Ret      | Christian Sarron    | Yamaha | Ret       |      |
| Ret      | Trever Nation       | Suzuki | Ret       |      |
| Ret      | Marco Gentile       | Fior   | Ret       |      |
| Ret      | Shungi Yatsushiro   | Honda  | Ret       |      |
| Ret      | Roger Marshall      | Honda  | Ret       |      |
| Ret      | Lars Johansson      | Suzuki | Ret       |      |
| DNS      | Paul Lewis          | Suzuki | DNS       |      |
| DNS      | Dave Petersen       | Suzuki | DNQ       |      |
| DNS      | Pierfrancesco Chili | Suzuki | DNS       |      |
| Sources: |                     |        |           |      |

## Resultados 250cc
En el cuarto de litro se registra la primera victoria del Mundial por el francés Dominique Sarron que entró pro delante del venezolano Carlos Lavado y el español Sito Pons. La lucha por el título queda circunscrita a las dos últimos, con un Lavado con 15 puntos de ventaja sobre Pons.
| Pos. | Piloto                 | Moto        | Tiempo    | Pts. |
| ---- | ---------------------- | ----------- | --------- | ---- |
| 1    | Dominique Sarron       | Honda       | 44.41.76  | 15   |
| 2    | Carlos Lavado          | Yamaha      | 44.57.21  | 12   |
| 3    | Sito Pons              | Honda       | 45.02.87  | 10   |
| 4    | Reinhold Roth          | Honda       | 45.04.40  | 8    |
| 5    | Carlos Cardús          | Honda       | 45.12.51  | 6    |
| 6    | Virginio Ferrari       | Honda       | 45.15.28  | 5    |
| 7    | Jean-Michel Mattioli   | Yamaha      | 45.35.82  | 4    |
| 8    | Stéphane Mertens       | Yamaha      | 45.47.28  | 3    |
| 9    | Martin Wimmer          | Yamaha      | 45.57.12  | 2    |
| 10   | Niall Mackenzie        | Armstrong   | 46.18.74  | 1    |
| 11   | Carl Fogarty           | Yamaha      | 1 Vuelta  |      |
| 12   | Maurizio Vitali        | Garelli     | 1 Vuelta  |      |
| 13   | Osamu Hiwatashi        | Honda       | 1 Vuelta  |      |
| 14   | Jean Foray             | Yamaha      | 1 Vuelta  |      |
| 15   | Donnie McLeod          | Armstrong   | 1 Vuelta  |      |
| 16   | Herbert Besendörfer    | Yamaha      | 1 Vuelta  |      |
| 17   | Garry Cowan            | Yamaha      | 1 Vuelta  |      |
| 18   | Harald Eckl            | Honda       | 2 Vueltas |      |
| 19   | René Delaby            | Rotax       | 2 Vueltas |      |
| 20   | Jean-Louis Guignabodet | MIG         | 2 Vueltas |      |
| 21   | Steve Chambers         | Yamaha      | 3 Vueltas |      |
| 22   | Rob Orme               | Yamaha      | 3 Vueltas |      |
| Ret  | Pierre Bolle           | Parisienne  | Ret       |      |
| Ret  | Jean-François Baldé    | Honda       | Ret       |      |
| Ret  | Jean-Louis Tournadre   | Yamaha      | Ret       |      |
| Ret  | Gary Noel              | EMC         | Ret       |      |
| Ret  | Jacques Cornu          | Honda       | Ret       |      |
| Ret  | Siegfried Minich       | Honda       | Ret       |      |
| Ret  | Tadahiko Taira         | Yamaha      | Ret       |      |
| Ret  | Stefano Caracchi       | Aprilia     | Ret       |      |
| Ret  | Anton Mang             | Honda       | Ret       |      |
| Ret  | Loris Reggiani         | Aprilia     | Ret       |      |
| Ret  | Roland Freymond        | Yamaha      | Ret       |      |
| Ret  | Christian Boudinot     | Cobas       | Ret       |      |
| Ret  | Alan Carter            | Cobas-Rotax | Ret       |      |
| Ret  | Fausto Ricci           | Honda       | Ret       |      |
| Ret  | Mar Schouten           | Honda       | Ret       |      |
| Ret  | Nigel Bosworth         | Yamaha      | Ret       |      |
| Ret  | Peter Hubbard          | Rotax       | Ret       |      |
| Ret  | Bruno Bonhuil          | Honda       | Ret       |      |
| DNQ  | Guy Bertin             | Defi        | DNQ       |      |
| DNQ  | Eric de Donker         | Honda       | DNQ       |      |
| DNQ  | Darren Dixon           | Honda       | DNQ       |      |
| DNQ  | Cees Doorakkers        | Honda       | DNQ       |      |
| DNQ  | Tony Head              | Armstrong   | DNQ       |      |
| DNQ  | Keith Huewen           | EMC         | DNQ       |      |
| DNQ  | Massimo Matteoni       | Honda       | DNQ       |      |
| DNQ  | Kevin Mitchell         | Yamaha      | DNQ       |      |
| DNQ  | Ian Newton             | Honda       | DNQ       |      |
| DNQ  | Philippe Pagano        | Yamaha      | DNQ       |      |
| DNQ  | Steve Patrickson       | Rotax       | DNQ       |      |
| DNQ  | Gerard van der Wal     | Assmex      | DNQ       |      |

## Resultados 125cc
En 125, segunda victoria de la temporada para un piloto que no milita en la escudería Garelli; en este caso, se trata del austríaco August Auinger. Los italianos Domenico Brigaglia y Luca Cadalora completaron el podio. Este último aumenta la ventaja en la clasificación respecto a su compañero de escudería Fausto Gresini con 12 puntos de ventaja.
| Pos. | Piloto             | Moto    | Tiempo    | Pts. |
| ---- | ------------------ | ------- | --------- | ---- |
| 1    | August Auinger     | MBA     | 38.54.57  | 15   |
| 2    | Domenico Brigaglia | Ducados | 39.03.55  | 12   |
| 3    | Luca Cadalora      | Garelli | 39.06.28  | 10   |
| 4    | Johnny Wickström   | Tunturi | 39.14.74  | 8    |
| 5    | Lucio Pietroniro   | MBA     | 39.25.48  | 6    |
| 6    | Willy Pérez        | Zanella | 39.25.67  | 5    |
| 7    | Jussi Hautaniemi   | MBA     | 39.32.26  | 4    |
| 8    | Olivier Liégeois   | Assmex  | 39.44.33  | 3    |
| 9    | Ezio Gianola       | MBA     | 39.46.21  | 2    |
| 10   | Pier Paolo Bianchi | MBA     | 39.46.69  | 1    |
| 11   | Håkan Olsson       | MBA     | 40.14.05  |      |
| 12   | Alfred Waibel      | MBA     | 40.30.97  |      |
| 13   | Jacques Hutteau    | MBA     | 40.54.50  |      |
| 14   | Wilhelm Lücke      | MBA     | 1 Vuelta  |      |
| 15   | Jean-Claude Selini | MBA     | 1 Vuelta  |      |
| 16   | Mick McGarrity     | MBA     | 1 Vuelta  |      |
| 17   | Ton Spek           | MBA     | 1 Vuelta  |      |
| 18   | Fernando González  | MBA     | 1 Vuelta  |      |
| 19   | Brian Reid         | MBA     | 2 Vueltas |      |
| 20   | Boy van Erp        | MBA     | 2 Vueltas |      |
| Ret  | Bruno Kneubühler   | MBA     | Ret       |      |
| Ret  | Fausto Gresini     | Garelli | Ret       |      |
| Ret  | Thierry Feuz       | MBA     | Ret       |      |
| Ret  | Ángel Nieto        | MBA     | Ret       |      |
| Ret  | Paolo Casoli       | MBA     | Ret       |      |
| Ret  | James Whitham      | MBA     | Ret       |      |
| Ret  | Anton Straver      | MBA     | Ret       |      |
| Ret  | Robin Milton       | MBA     | Ret       |      |
| Ret  | Andrés Sánchez     | MBA     | Ret       |      |
| Ret  | David Lowe         | MBA     | Ret       |      |
| Ret  | Iván Troisi        | MBA     | Ret       |      |
| Ret  | Jan Eggens         | LCR     | Ret       |      |
| Ret  | Esa Kytölä         | MBA     | Ret       |      |
| Ret  | Eric Gijsel        | MBA     | Ret       |      |
| Ret  | Dirk Hafeneger     | MBA     | Ret       |      |
| Ret  | Thierry Maurer     | MBA     | Ret       |      |
| Ret  | Patrick Daudier    | PMDF    | Ret       |      |
| Ret  | Giuseppe Ascareggi | MBA     | Ret       |      |
| Ret  | Bady Hassaine      | MBA     | Ret       |      |
| Ret  | Shaun Simpson      | MBA     | Ret       |      |
| DNQ  | Ken Beckett        | MBA     | DNQ       |      |
| DNQ  | Gary Buckle        | MBA     | DNQ       |      |
| DNQ  | Steve Mason        | MBA     | DNQ       |      |
| DNQ  | Tim Salveson       | MBA     | DNQ       |      |
| DNQ  | Allan Scott        | EMC     | DNQ       |      |

## Resultados 80cc
La carrera de menor cilindrada del Mundial se disputó el sábado y vio la primera victoria de su carrera de Ian McConnachie, que llegó por delante del suizo Stefan Dörflinger y del español Jorge Martínez Aspar. A falta de dos pruebas, Aspar tiene 17 puntos de ventaja el segundo, por lo que le convierte en campeón virtual.
| Pos. | Piloto               | Moto      | Tiempo   | Pts. |
| ---- | -------------------- | --------- | -------- | ---- |
| 1    | Ian McConnachie      | Krauser   | 26.20.70 | 15   |
| 2    | Stefan Dörflinger    | Krauser   | 26.21.09 | 12   |
| 3    | Jorge Martínez Aspar | Derbi     | 26.41.01 | 10   |
| 4    | Manuel Herreros      | Derbi     | 26.41.17 | 8    |
| 5    | Hans Spaan           | Casal     | 26.41.59 | 6    |
| 6    | Gerhard Waibel       | Krauser   | 27.15.21 | 5    |
| 7    | Gerd Kafka           | Krauser   | 27.17.36 | 4    |
| 8    | Alex Barros          | Autisa    | 27.25.36 | 3    |
| 9    | Wilco Zeelenberg     | Casal     | 27.35.34 | 2    |
| 10   | Domingo Gil Blanco   | Autisa    | 27.35.49 | 1    |
| 11   | Rainer Kunz          | Ziegler   | 27.42.95 |      |
| 12   | Reiner Scheidhauer   | Seel      | 27.47.42 |      |
| 13   | Herri Torrontegui    | Autisa    | 27.47.60 |      |
| 14   | Chris Baert          | Seel      | 1 Vuelta |      |
| 15   | Günter Schirnhofer   | Krauser   | 1 Vuelta |      |
| 16   | Jos van Dongen       | Krauser   | 1 Vuelta |      |
| 17   | James Whitham        | Krauser   | 1 Vuelta |      |
| 18   | Stefan Brägger       | Krauser   | 1 Vuelta |      |
| 19   | Félix Rodríguez      | Autisa    | 1 Vuelta |      |
| 20   | Thomas Engl          | Krauser   | 1 Vuelta |      |
| 21   | Aad Wijsman          | Special   | 1 Vuelta |      |
| 22   | Steve Lawton         | Eberhardt | 1 Vuelta |      |
| 23   | Dennis Batchelor     | Krauser   | 1 Vuelta |      |
| 24   | Richard Bay          | Maico     | 1 Vuelta |      |
| 25   | Stephen Dale         | Casal     | 1 Vuelta |      |
| Ret  | René Dünki           | Krauser   | Ret      |      |
| Ret  | Bertus Grinwis       | Krauser   | Ret      |      |
| Ret  | Luis Miguel Reyes    | Autisa    | Ret      |      |
| Ret  | Kees Besseling       | CJB       | Ret      |      |
| Ret  | Henk van Kessel      | Krauser   | Ret      |      |
| Ret  | Juan Ramón Bolart    | Autisa    | Ret      |      |
| Ret  | Stuart Edwards       | Huvo      | Ret      |      |
| Ret  | Steve Mason          | Huvo      | Ret      |      |
| Ret  | Theo Timmer          | Huvo      | Ret      |      |
| Ret  | Reiner Koster        | Kroko     | Ret      |      |
| Ret  | Ángel Nieto          | Derbi     | Ret      |      |
| Ret  | Josef Fischer        | Krauser   | Ret      |      |
| DNQ  | John Cresswell       | Lusuardi  | DNQ      |      |